# Helenów (gmina Szczawin Kościelny)
Helenów – wieś w Polsce położona w województwie mazowieckim, w powiecie gostynińskim, w gminie Szczawin Kościelny.
| SIMC    | Nazwa         | Rodzaj    |
| ------- | ------------- | --------- |
| 0577745 | Helenów Drugi | część wsi |

W latach 1975–1998 miejscowość należała administracyjnie do województwa płockiego.